# Synagogue de Nastätten (1904-1939)

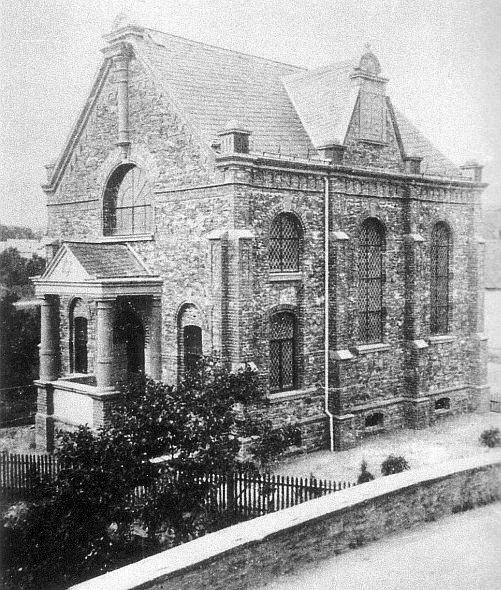
La synagogue en 1904

La synagogue de Nastätten , inaugurée en 1904, a été ravagée par les nazis en 1938 lors de la nuit de Cristal et détruite l'année suivante.
Nastätten est une petite ville allemande de l'arrondissement de Rhin-Lahn, dans le Land de Rhénanie-Palatinat à environ 30 km au sud-est de Coblence et à 35 km au nord-ouest de Wiesbaden. Elle compte actuellement un peu plus de 4 200 habitants.

## Histoire de la communauté juive
L'origine de l'implantation de Juifs à Nastätten remonte au XVIIe siècle. La plus ancienne Schutzbrief (lettre de protection) conservée date de 1654. À cette date, le nombre de familles juives est de trois. Il passe à 11 en 1693, puis retombe à 9 en 1695. Durant le XVIIIe siècle ce nombre oscille entre 13 et 16 familles.   
Jusqu'au début du XIXe siècle, Nastätten est le siège du rabbinat de district du comté de Katzenelnbogen, qui comprend aussi les communautés de Langenschwalbach et de Saint-Goarshausen. En 1830, le rabbin Samuel Wormser installe le siège et son domicile à Langenschwalbach. À partir de 1843, le siège du rabbinat de district se trouve à Bad Ems.
Initialement, les familles juives vivent du commerce de bestiaux et de la vente de marchandises diverses. Dès le début du XIXe siècle, ils contribuent de façon significative au développement économique de Nastätten. En plus des marchands de bestiaux, on trouve une boucherie, une épicerie, un magasin de meubles, un magasin de vêtements pour hommes, un autre pour femme, une maroquinerie, un magasin de  bicyclettes et un magasin de porcelaine (activité accessoire de l'enseignant Mannheimer) et un établissement fournissant des produits agricoles, de l'engrais, de charbon et des briquettes.
La communauté juive possède une synagogue, une école religieuse, un Mikve (bain rituel) et un cimetière. L'enseignant religieux s'occupe des offices religieux, mais remplit en même temps la fonction de Hazzan (chantre) et de Shohet (abatteur rituel).   Depuis 1875, et pendant plus de 60 ans, ce poste est occupé par l'enseignant de la communauté, Gustav Mannheimer.
Pendant la Première Guerre mondiale, la communauté perd deux de ses membres, tombés au front.       
En 1925, on compte 50 habitants juifs soit 1,77 % de la population totale de la ville d'environ 1 800 habitants. Les dirigeants de la communauté sont Julius Hermann Leopold Grünewald et Nathan Heymann. L'enseignant Gustav Mannheimer donne des cours de religion à 10-12 enfants. La communauté juive dépend du rabbinat de district de Bad Ems. En 1932, la Israelitische Frauenverein (Association des femmes israélites) est dirigée par Mme Aronthal et a pour vocation l'aide aux plus défavorisés.
Après 1933 et l'avènement du nazisme, la communauté qui comptait 55 personnes sur un total de 1 813 habitants, va diminuer. Une partie de ses membres émigre ou se réfugie dans les grandes villes allemandes, en raison de la privation de leurs droits civiques, du boycott de leur commerce et des attaques de plus en plus violentes dont ils sont les victimes. Dès 1926, Nastätten est déjà un fief des nazis.  
« Le 6 mars 1927, l'agriculteur juif Hermann Hennig de Nastätten im Taunus a convoqué une réunion à l'hôtel local Guntrum sur le thème Le vrai visage des nazis. Des conférenciers ecclésiastiques de différente confession étaient prévus. Dès l'annonce de la réunion dans les journaux, des groupes d'Hakenkreuzlers de Cologne, Neuwied, Coblence, Wiesbaden et d'autres endroits ont été transportés en camion pour manifester contre l'évènement.
La réunion a été interdite avant son début par les Landjägern (gendarmes) sous le motif de surpopulation de la salle, après quoi, les participants se sont rendus à l'extérieur et le Gauleiter nazi du district de Rhénanie, le célèbre Dr Ley tint un discours juché sur une voiture qu'il conclut par ces mots: "Les paysans du Nassau doivent se défendre, et si nécessaire avec des fourches".  »
La réunion se termine par un pugilat général. La gendarmerie intervient et un jeune nazi est blessé mortellement.  18 manifestants nazis sont arrêtés, ainsi qu'Hennig, l'organisateur de la conférence, pour violation de la paix civile. Le tribunal de Wiesbaden condamne 11 des accusés nazis à 6 mois avec sursis, les 7 autres sont acquittés, et Hennig est condamné aux dépens.
Lors de la nuit de Cristal du 9 au 10 novembre 1938, et de nouveau le 16 novembre, se déroulent des manifestations violentes contre les familles juives. Plusieurs femmes et hommes juifs sont battus. L'enseignant Gustav Mannheimer, qui a alors 82 ans a la tête projetée contre les marches en pierre de sa maison et laissé inanimé avec la tête en sang.    
Le mémorial de Yad Vashem de Jérusalem et le Gedenkbuch - Opfer der Verfolgung der Juden unter der nationalsozialistischen Gewaltherrschaft in Deutschland 1933-1945 (Livre commémoratif – Victimes des persécutions des Juifs sous la dictature nazie en Allemagne 1933-1945) répertorient 27 habitants nés, ou ayant vécu longtemps à Nastätten parmi les victimes juives du nazisme.

## Histoire de la synagogue
Une salle de prière est aménagée initialement dans une maison juive. Jusqu'en 1904, elle se trouve dans la maison de l'enseignant juif Gustav Oppenheimer au coin de la Römerstraße et de la Poststraße.
En octobre 1865 se déroule un événement festif pour la communauté juive et toute la ville, la consécration d'un nouveau rouleau de Torah, qui est conduit lors d'une procession solennelle jusqu'à la salle de prière. Ce manuscrit que l'on avait considéré comme définitivement perdu à la suite des exactions nazies, a été redécouvert en 2014. Il a pu être identifié grâce à une mince bande de parchemin fixé sur une plaque de bois, avec le texte:
« Ce livre de Torah a été écrit par l'honoré Yaakov, fils de l'honoré Reb Mosche Lissauer, écrivain à Ungedanken dans le Land de Hesse. Le rouleau de Torah a été apporté à la synagogue de Nastätten  à Hoshanna Rabba 626. »

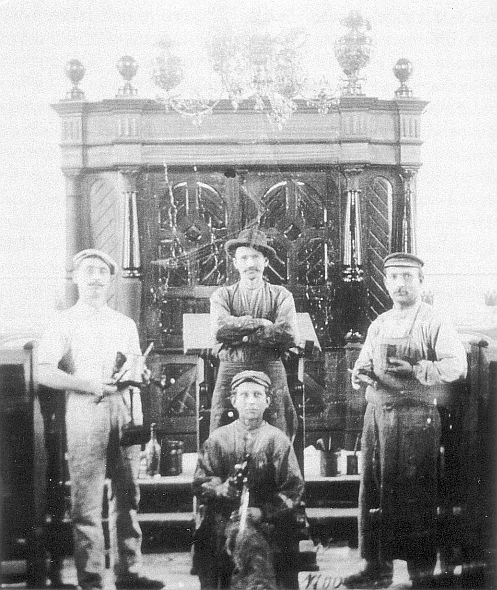
Les artisans devant l'Arche Sainte en 1903-1904

Au tournant du XXe siècle, l'ancienne salle de prière devient trop petite, et la communauté juive désire construire une synagogue représentative. En janvier 1902, la communauté demande un permis de construire et achète un terrain sur la Rheinstraße, à l'angle de la Brühlstraße. Les plans sont dessinés par l'architecte de Nastätten, Christian Schuck. La construction débute en 1903 et l'inauguration de la synagogue a lieu les 29 et 30 juillet 1904 avec une grande bienveillance de la population:
« Le 29 et 30 juillet de cette année aura lieu ici, l'inauguration solennelle de la synagogue par le rabbin du district Weingarten – Ems avec le programme suivant: pour le vendredi 29, est prévu le transfert de la Torah de l'ancienne à la nouvelle synagogue.  Par la suite, une procession se déroulera à travers la ville avec la participation de toutes les associations locales et de la fanfare militaire du 8e régiment de pionniers de Coblence. Le conseiller de district de Berg - St Goarshausen a assuré de sa présence. »
Plan de la synagogue par Christian Schuk

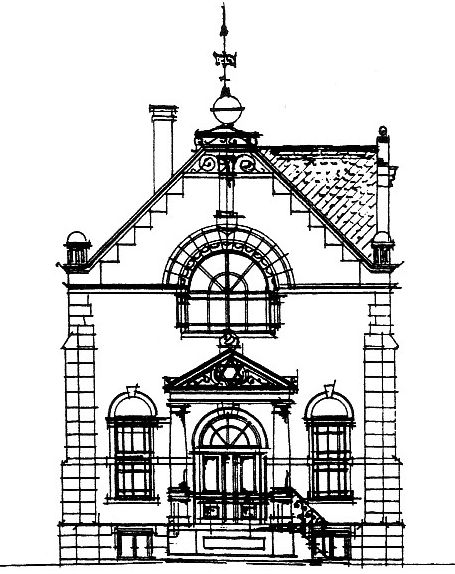
Face avant
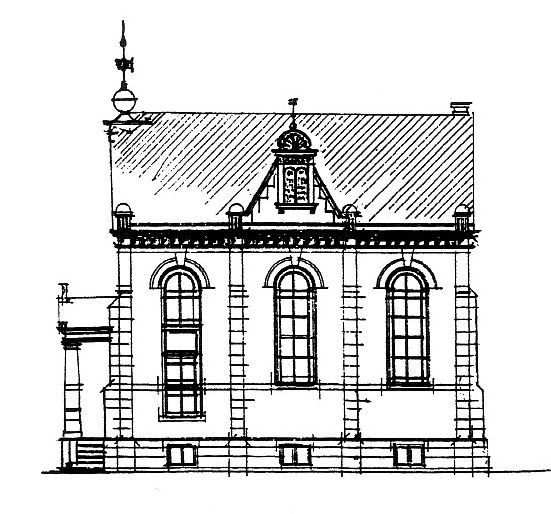
Face latérale
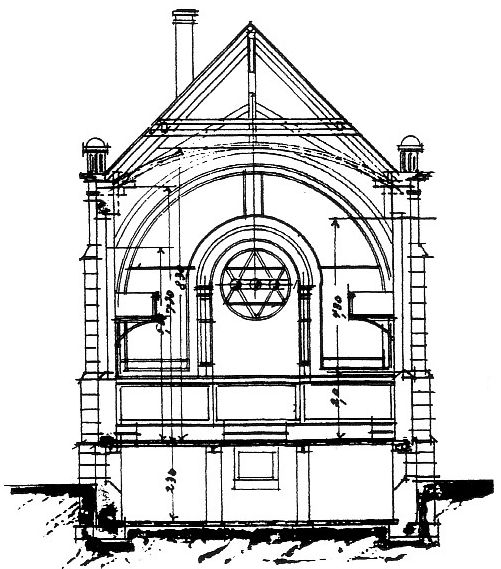
Coupe transversale
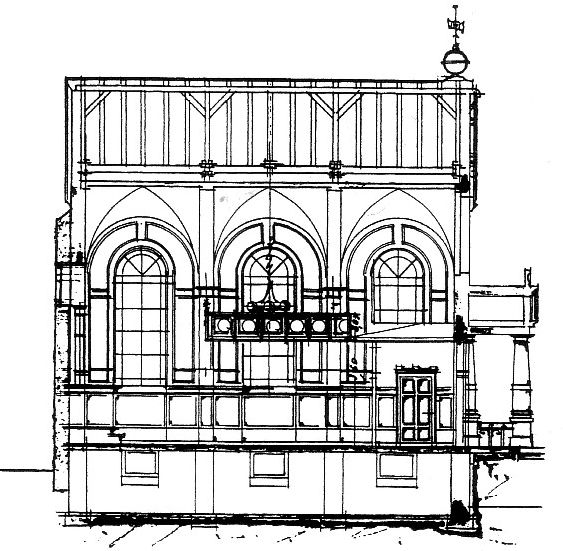
Coupe longitudinale

La synagogue de Nastätten ne reste le centre de la vie cultuelle et culturelle de la communauté juive que pendant 34 ans. En mars 1937, la synagogue est l'objet d'une attaque et ses fenêtres sont brisées. Aucune réparation n'est alors effectuée en raison de la crainte d'une répétition de tels actes. Lors de la nuit de Cristal du 9 au 10 novembre 1938, l'intérieur de la synagogue est entièrement détruit par des nazis et des membres de la SA de Nastätten et des environs. L'étoile de David dorée est arrachée du pignon. .
Les murs de la synagogue sont rasés en mars 1939 et le terrain nivelé.
Après 1945, le terrain reste non-construit et transformé en parking. Une plaque commémorative est installée en juillet 1987 avec le texte en allemand:  « En souvenir du sort de nos concitoyens juifs. Ici s'élevait la synagogue jusqu'en 1938. La ville de Nastätten »